# Country Strong
Pour plus de détails, voir Fiche technique et Distribution.
Country Strong (anciennement intitulé Love Don't Let Me Down) est un film dramatique américain réalisé par Shana Feste, sorti en 2010.

## Synopsis
Un jeune chanteur-compositeur-interprète (Hedlund) s'implique avec une vedette de musique country (Paltrow) et les deux se lancent dans une tournée pour ressusciter la carrière de cette dernière, barré par son mari / manager (McGraw) qui les accompagne tout au long d'une reine de beauté -devenu-chanteuse (Meester). Les complications découlant d'aventures amoureuses et les vieux démons menacent de faire dérailler l'ensemble.

## Fiche technique
- Titre : Country Strong
- Titre alternatif : Love Don't Let Me Down
- Réalisation :	Shana Feste
- Scénario : Shana Feste
- Photographie : John Bailey
- Montage :  Carol Littleton, Conor O'Neill
- Musique :  Michael Brook
- Direction artistique :  John R. Jensen
- Scénographie : David J. Bomba, Bruce Rodgers, Fenton Williams
- Décors :  Ruby Guidara
- Costumes :  Stacey Battat
- Producteurs :  Tobey Maguire, Jenno Topping (en)
- Producteurs associés :  George Flynn, Meredith Zamsky
- Société de production :  Screen Gems, Maguire Entertainment, Material Pictures
- Société de distribution :  Screen Gems, Sony Pictures
- Budget :  15 000 000 US $
- Pays d'origine :   États-Unis
- Langue :  Anglais
- Tournage : du 10 janvier 2010 au 28 février 2010
- Format : Couleur — 35 mm — 2,35:1 — Son : DTS Dolby Digital
- Genre :  Film dramatique, Film musical
- Durée : 117 minutes (1 h 57)
- Dates de sortie :
  -  États-Unis : 18 novembre 2010 (Nashville, Tennessee) (première) / 7 janvier 2011 (sortie nationale)
  -  Royaume-Uni : 25 mars 2011
  -  France : 4 mai 2011
  -  Belgique : 25 mai 2011
  -  Allemagne : 9 juin 2011

## Distribution
- Gwyneth Paltrow (V. F. : Barbara Kelsch) : Kelly Canter
- Tim McGraw (V. F. : Boris Rehlinger) : James Canter
- Leighton Meester (V. F. : Laëtitia Godès) : Chiles Stanton
- Garrett Hedlund (VF : Lionel Tua) : Beau Hutton
- Marshall Chapman : Winnie
- Lari White : le coiffeur
- Jeremy Childs : JJ
- James DeForest Parker : Joe
- Lisa Stewart : la mère de Travis
- Jackie Welch : le professeur
- Cinda McCain : Misty
- Gabe Sipos : Travis
- Sandra Harris : Orderly

## Production
Le film a été tourné à Nashville (Tennessee), avec un budget de 15 millions de dollars, les travaux de pré-production sur le projet ont débuté en novembre 2009. Le film a été tourné en 2010 à partir de début janvier à la première semaine de mars. La date de sortie est fixée pour le 5 mai 2011 en France.

## Récompenses et distinctions
| Année | Prix                                       | Catégorie                                             | Travail/Personne nommé(e)                                 | Résultat   |
| ----- | ------------------------------------------ | ----------------------------------------------------- | --------------------------------------------------------- | ---------- |
| 2010  | Las Vegas Film Critics Society Awards 2010 | Meilleure chanson                                     | "Country Strong                                           | Nomination |
| 2010  | Satellite Awards                           | Meilleure chanson originale                           | "Country Strong" Jennifer Hanson et Gwyneth Paltrow       | Nomination |
| 2011  | Golden Globe Awards                        | Meilleure chanson originale                           | "Coming Home"                                             | Nomination |
| 2011  | Denver Film Critics Society Awards 2010    | Meilleure chanson originale                           | "Me and Tennessee"                                        | Nomination |
| 2011  | Academy Awards                             | Meilleure chanson originale                           | "Coming Home" Tom Douglas, Hillary Lindsey et Troy Verges | Nomination |
| 2011  | Golden Reel Awards                         | "Best Sound Editing: Music in a Musical Feature Film" |                                                           | Lauréat    |
| 2011  | Teen Choice Awards                         | Meilleure actrice dans un film dramatique             | Leighton Meester                                          | Nomination |

## À noter
- C'est la deuxième fois que McGraw et Hedlund ont travaillé ensemble, la première fois c'était en 2004 pour le film Friday Night Lights dans lequel ils jouaient les rôles de père et fils.
- Lors d'une interview, Shana Feste a dit qu'elle s'était inspirée de la chanteuse Britney Spears pour le personnage joué par Gwyneth Paltrow[8].